# Willem Jacques Adriaan Klunder van Gijen
Willem Jacques Adriaan Klunder van Gijen (Soerabaja, 18 maart 1890 - Zutphen, 18 oktober 1921) was een Nederlands koopman en entomoloog. 
Over zijn jonge jaren in Soerabaja is niets bekend. Na zijn verhuizing naar de Celebesstraat in Den Haag richtte hij op 25 november 1912 samen met Johannes Emmerzaal en zijn vader Hendrik Gijsbertus Lodewijk Klunder van Gijen (die op dat moment in Soerabaja woonde maar tijdelijk in Den Haag verbleef) een naamloze vennootschap op met de naam De Vereenigde Bureaux “Crediet-Index” & “Securitas”. In de oprichtingsakte noemde hij zich koopman van beroep. 
Hij is bekend geworden door zijn publicaties over vlinders (voornamelijk microvlinders) in het toenmalige Tijdschrift voor Entomologie van de Nederlandsche Entomologische Vereeniging (zie publicaties). De periode dat hij publiceerde over vlinders was beperkt tot het jaar 1912. Op 7 juni 1913 trouwde hij in Den Haag met Maria Cornelia Koopman. Begin 1917 verhuisde hij van Den Haag naar de Broekhuysenstraat te Nijmegen. 
Op 22 mei 1920 werd hij opgenomen in een zorginstelling in Zutphen waar hij, 31 jaar oud, op 18 oktober 1921 overleed.

## Publicaties
- Klunder van Gijen (1912). De verdeeling der Pterophoridae. Tijdschrift voor entomologie. Volume 55. Pag. 49-57. Amsterdam: Nederlandse Entomologische Vereeniging.
- Klunder van Gijen (1912). Neptis keyensis n. sp. Tijdschrift voor entomologie. Volume 55. Pag. 43-45. Amsterdam: Nederlandse Entomologische Vereeniging.
- Klunder van Gijen (1912). Eenige Microlepidoptera van Java en Kei-eilanden. Tijdschrift voor entomologie. Volume 55. Pag. 350-356. Amsterdam: Nederlandse Entomologische Vereeniging.